# Ormisductace
Ormisductace (em persa médio: ‘whrmzdwhtk; romaniz.: Ohrmezd(d)uxtag; em parta: ‘hwrmzddwhtkyE, Ohrmezdduxtag; em grego clássico: Ωρμισδδουκτακ(η), Ormisddouktak(e)) foi uma nobre da dinastia sassânida do século III, filha do xá Narses I (r. 262–302). Foi listada entre os netos de Sapor I (r. 240–270) na inscrição Feitos do Divino Sapor, e embora seja possível inferir que fosse filha de Narses, não é possível determinar pela inscrição qual das mulheres reconhecidas como suas esposas era mão de Ormisductace, de modo em que é igualmente possível que fosse filha de outra mulher não citada na inscrição.